# Anthony van Hoboken
Anthony van Hoboken, född den 23 mars 1887 Rotterdam, död den 1 november 1983 i Zürich, Schweiz, var en nederländsk musikolog och musiksamlare.

## Liv och verksamhet
Anthony van Hoboken kom från en välbärgad köpmans-, bankir- och redarfamilj. Han ärvde en förmögenhet som gjorde honom ekonomiskt oberoende genom hela livet. I unga år studerade han vid ett konservatorium i Frankfurt am Main under Iwan Knorr (1853-1916), senare i Wien under musikteoretikern Heinrich Schenker (1868-1935). Uppmuntrad av Schenker grundade van Hoboken vid 40 års ålder i augusti 1927 (officiellt öppnat den 25 november 1928) ett nationellt filmarkiv över musikaliska manuskript i Wien: Archiv für Photogramme musikalischer Meister-Handschriften (vanligen förkortat Photogrammarchiv eller Meisterarchiv). Anthony van Hoboken sammanställde även en katalog över verk av den österrikiske komponisten Joseph Haydn (1732-1809): Thematisch bibliographisches Werkverzeichnis, utgiven i 3 band åren 1957, 1971 och 1978 på förlaget B. Schott's Söhne i Mainz. Band 1 omfattar instrumentalverk, band 2 vokalverk och band 3 tabeller och register, addenda och korrigenda. Denna mycket kända så kallade Hoboken-förteckning är ordnad systematiskt. Den anges med ett Hob. efterföljt av en romersk siffra för verkkategori samt verkets nummer i kronologisk ordning: till exempel är Kejsarkvartetten, opus 76, nr. 3 angiven som: Hob. III:77.